# Markus Eham
Markus Eham (* 4. März 1958 in Feldkirchen-Westerham) ist ein deutscher römisch-katholischer Liturgiewissenschaftler, Kirchenmusiker und Komponist. Er hatte bis 2021 die Professur für Liturgik, Musik und Stimmbildung an der Katholischen Universität Eichstätt-Ingolstadt inne und war zeitweise Vizepräsident für Studium und Lehre an dieser Universität.

## Leben
Markus Eham studierte katholische Theologie an der Ludwig-Maximilians-Universität München, dort promovierte er 1986 bei Josef Finkenzeller. Danach war er bis 1989 Mitarbeiter im Deutschen Liturgischen Institut Trier als Referent für Kirchenmusik. Ab März 1991 war er Lehrbeauftragter für Liturgik an der Fakultät für Religionspädagogik und kirchliche Bildungsarbeit der Katholischen Universität Eichstätt-Ingolstadt. Seit 1993 ist er Professor für Liturgik, Musik und Stimmbildung an der Fakultät für Religionspädagogik und Kirchliche Bildungsarbeit.
Seit März 1993 arbeitete Eham am Amt für Kirchenmusik im Ordinariat des Erzbistums München und Freising in Aufgaben der Fortbildung liturgischer und kirchenmusikalischer Dienste sowie für die Erarbeitung entsprechender Publikationen (u. a. Münchener Kantorale; Morgenlob – Abendlob. Mit der Gemeinde feiern; Diözesanteil II (2003) zum Gotteslob (1975)). 1998 gründete er den Kammerchor ConSonantes, der sich unter seiner Leitung dem gottesdienstlichen Gesang widmet. Er ist auch als Komponist sowie als Herausgeber liturgischer Musik tätig. Seit 2004 war Eham Leiter der Arbeitsgruppe Eucharistie – Ordo Missae und der Projektgruppe Kehrverse für das neue Gotteslob, in welchem im Jahr 2013 unter Nr. 50,1 sein Kehrvers zu Psalm 90 Unsere Tage zu zählen, lehre uns neu aufgenommen wurde. Seit 2009 ist er Mitherausgeber der Werke seines Onkels Max Eham in der Max-Eham-Edition des Verlags Sankt-Michaelsbund.
2014 wurde er übergangsweise Vizepräsident für Studium und Lehre an der KU. Im Oktober 2016 wurde er für fünf Jahre ordentlich in dieses Amt gewählt. Zum 1. Juli 2021 trat er in den Ruhestand.

## Werke (Auswahl)
- Gemeinschaft im Sakrament? : Die Frage nach der Möglichkeit sakramentaler Gemeinschaft zwischen katholischen und nichtkatholischen Christen. Zur ekklesiologischen Dimension der ökumenischen Frage (= Europäische Hochschulschriften, Reihe 23 (Theologie), Band 293), Frankfurt am Main, Bern, New York 1986, (zugleich Hochschulschrift München, Univ., Diss., 1986), ISBN 3-8204-8846-4.